# Pseudotrochalus consanguineus
Pseudotrochalus consanguineus är en skalbaggsart som beskrevs av Moser 1919. Pseudotrochalus consanguineus ingår i släktet Pseudotrochalus och familjen Melolonthidae. Inga underarter finns listade i Catalogue of Life.